# Planeta DeAgostini
Planeta DeAgostini es una editorial italo-española con sede en Barcelona fundada en 1985 que forma parte del Grupo Planeta y del Gruppo de Agostini, y opera también en Francia, Portugal, Bélgica, Brasil, Suiza, Argentina, México, Perú, Japón, Alemania, Reino Unido e Italia.
Planeta DeAgostini está centrada en la edición de coleccionables para todos los gustos y aficiones (cine, música, obras infantiles, hobbies y coleccionismo vario), historietas (bajo su propio nombre o desde sellos como Comics Forum, World Comic y Planeta DeAgostini Comics) y productos interactivos (videojuegos, enciclopedias, cursos multimedia...)

## Divisiones

### Planeta Cómics

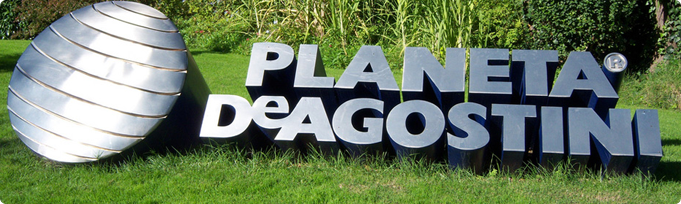
Planeta DeAgostini

En 1981, Planeta DeAgostini empezó a editar historietas (Grandes Héroes, La Espada Salvaje de Conan) con la asesoría de Mariano Ayuso. Un año más tarde constituyó la división de Comics Forum, de la que ya se encargaría Antonio Martín, para englobar sus títulos procedentes de Marvel Comics.
En 1992 Planeta DeAgostini retomó la colección "Relatos del Nuevo Mundo", que había preparado Pedro Tabernero con motivo del Quinto Centenario del Descubrimiento de América y empezó a abrirse al manga, lanzando la exitosa Dragon Ball, Detective Conan y One Piece, entre otros
Con los años, ha seguido sumando títulos de éxito y nuevas líneas editoriales, como la "Línea Laberinto" (1996-1999), dedicada a autores españoles; "Colección BD", a la bande dessinée; "Biblioteca grandes del cómic", a los clásicos, o la "Colección Trazado", a cómics de reconocido prestigio. Todo ello bajo la dirección de Jesús Pece hasta 2004. Con Jaime Rodríguez como director editorial (2004-2008) y cerrada "Comics Forum" por la pérdida de los derechos de Marvel, se produce la integración, desde 2005, de los materiales procedentes de DC Comics, Vertigo Comics y Mad.
En la actualidad, Planeta DeAgostini Cómics, se ha incorporado a la división de sellos editoriales del Grupo Planeta, bajo el nombre de Planeta Cómic, cerrando su etapa DeAgostini. Con esta nueva marca, sigue incorporando títulos y fórmulas editoriales que le posicionan entre las primeras editoras de historietas de España, tanto de cómic americano, como europeo y japonés. Cabe destacar obras, series o licencias como Los Muertos Vivientes, Juego de Tronos, Dragon Ball, One Piece, Naruto, Inazuma Eleven, Conan el Bárbaro, Monster, Star Wars...

### Planeta DeAgostini Interactive
Planeta DeAgostini Interactive nació en 1998 como la división de videojuegos de la editorial. Desde entonces, se ha convertido en una distribuidora consolidada para los canales de minoristas, grandes superficies y quiosco del mercado español. La división comercializa títulos de diversos géneros (deportes, inteligencia, estrategia, educativos, infantiles...), publicados en diferentes formatos: PC y consola (PS2, PSP, NDS, Wii y pronto PS3).
Entre sus títulos más destacados encontramos PC Fútbol, Sombras de Guerra, ACB Total o Brain Trainer y sus secuelas.

## Comercialización
Planeta DeAgostini distribuye sus productos a través de quioscos, librerías y papelerías, en los cuales se pueden adquirir las entregas de cada colección -se pueden incluso reservar las entregas en el punto de venta-. Además, para quien lo prefiera, ofrece el servicio de suscripción que permite recibir las entregas directamente. Sus productos interactivos también se pueden encontrar en las principales cadenas de grandes superficies, supermercados, tiendas especializadas en ocio o videojuegos. En su sitio web oficial se pueden ver todas las novedades con detalle, se pueden adquirir entregas sueltas, colecciones completas, consultar o sugerir ideas, etc.

## Premios
- 2007 Premio Haxtur a la "Mejor Editorial" de España, en la década que media desde el año 1997 al 2007, concedido en el Salón Internacional del Cómic del Principado de Asturias.